# Marlei Cevada
Marlei Emília dos Santos Cevada (Nhandeara, 15 de outubro de 1974) é uma atriz e humorista brasileira.
É conhecida por interpretar os personagens Nina e Sangue no programa humorístico A Praça é Nossa e Mileyde, no Domingo Legal.

## Biografia
Nascida em Nhandeara, Marlei foi adotada e saiu de sua cidade natal aos dois anos de idade, pouco após a morte de sua mãe biológica.

## Carreira
Marlei Cevada se formou pela Escola de TV e Teatro Incenna e iniciou sua carreira profissional em 1989.
Em 2006, ao lado de Maurício Sampaulo, Théo Ribeiro, Melissa Comunalle, Antonio Ribeiro e Carlos Fariello, forma o Quinta Q Pariu!, grupo que utilizava tanto de situações de personagens como de humor físico e stand up.
Um concurso de humoristas, realizado por Silvio Santos, foi o grande divisor de águas em sua carreira, que participou do Risadaria, Nunca se Sábado, Humor da Caneca (Jô Soares), etc.
Em 2010, fica em cartaz com Marco Luque na comédia Entre Meias e Gravatas, surgindo o convite para integrar o elenco do humorístico A Praça é Nossa, de Carlos Alberto da Nóbrega, no SBT, com sua personagem Nina, uma menina de 5 anos.
Em 2017, participa da novela Carinha de Anjo, interpretando o criminoso Papagaio.

## Vida pessoal
Em 2015, foi pedida em casamento durante uma entrevista no programa The Noite com Danilo Gentili por seu parceiro, o ator e produtor Maurício Sampaulo, com quem está junto desde 2003. Juntos tem um único filho, Davi, nascido em 2007.

## Filmografia

### Televisão
| Ano           | Título                       | Papel                          | Emissora           |
| ------------- | ---------------------------- | ------------------------------ | ------------------ |
| 2010          | Humor Caneca                 | Ela mesma                      | Rede Globo         |
| 2010–presente | A Praça é Nossa              | Nina / Sangue / Mamá / Mileide | SBT                |
| 2011          | 30 Anos de Chaves            | Chiquinha                      | SBT                |
| 2013          | Mundo Canibal TV             | Vários personagens             | Multishow          |
| 2014          | Chiquititas                  | Veronica                       | SBT                |
| 2015          | Máquina da Fama              | Nina / Bob Marley              | SBT                |
| 2015          | Mansão Bem Assombrada        | Mamuca                         | SBT                |
| 2017          | Carinha de Anjo              | Papagaio                       | SBT                |
| 2018          | Bake Off SBT 2               | Ela mesma (convidada)          | SBT                |
| 2021          | LOL: Se Rir, Já Era!         | Participante                   | Amazon Prime Video |
| 2022          | Vizinhos                     | Kelly Christina                | Netflix            |
| 2024          | Cazalbé, O Herdeiro da Graça | Ela mesma                      | +SBT               |

### Internet
| Ano           | Título        | Cargo         | Plataforma |
| ------------- | ------------- | ------------- | ---------- |
| 2020-presente | Marlei Cevada | Apresentadora | YouTube    |

## Teatro
| Ano       | Título                                            |
| --------- | ------------------------------------------------- |
| 2003      | O Inspetor Geral, direção de Gerson Steves        |
| 2006      | Gente que faz, direção de Mara Carvalho           |
| 2006–2010 | Quinta Q Pariu!, direção de Carlos Fariello       |
| 2010      | Entre Meias e Gravatas, direção de Marco Luque    |
| 2011      | Marley e Eles, direção de Isser Korik             |
| 2013      | Nina num Show Nadaverrr, direção de Marlei Cevada |

## Discografia
- Interpreta a música Rabito no 2º CD e clipe no DVD vol. 2 da Novela Carrossel do SBT – 2012

## Ligações Externas
- Marlei Cevada no Facebook
- Marlei Cevada no Instagram
- Marlei Cevada no X
- Canal de Marlei Cevada no YouTube